# 玛丽·梅费斯
玛丽·梅费斯（德語：Marie Mävers，1991年2月13日—），德国女子曲棍球运动员。她曾代表德国参加2012年和2016年夏季奥林匹克运动会曲棍球比赛，其中2016年奥运会获得一枚铜牌。